# Kang Yu-jeong
Dans ce nom coréen, le nom de famille, Kang, précède le nom personnel.
Pour les articles homonymes, voir Kang.
Kang Yu-jeong (coréen : 강유정), née le 2 août 1996, est une judokate sud-coréenne.

## Palmarès international en judo
| Championnats d'Asie | Championnats d'Asie | Championnats d'Asie |
| Année               | Médaille            | Catégorie           |
| ------------------- | ------------------- | ------------------- |
| 2015                | bronze              | –48 kg              |
| 2017                | bronze              | –48 kg              |